# Fondali del Plemmirio
Fondali del Plemmirio este o arie protejată (arie specială de conservare — SAC, sit de importanță comunitară — SCI) din Italia întinsă pe o suprafață de 2.423 ha, integral marine.

## Localizare
Centrul sitului Fondali del Plemmirio este situat la coordonatele 36°59′40″N 15°20′45″E / 36.994444°N 15.345833°E.

## Înființare
Situl Fondali del Plemmirio a fost declarat sit de importanță comunitară în octombrie 2011 pentru a proteja 2 specii de animale. Situl a fost protejat și ca arie specială de conservare în iunie 2019.

## Biodiversitate
Situată în ecoregiunea mediteraneană, aria protejată conține 3 habitate naturale: Straturi cu Posidonia (Posidonion oceanicae), Peșteri marine scufundate complet sau parțial, Recifuri.
La baza desemnării sitului se află mai multe specii protejate:
- mamifere (1): delfin mare (Tursiops truncatus)
- reptile (1): Caretta caretta

Pe lângă speciile protejate, pe teritoriul sitului au mai fost identificate 16 specii de plante, 5 specii de mamifere, 30 de specii de nevertebrate, 5 specii de pești.